# Satz von Beckman und Quarles
Der Satz von Beckman und Quarles ist ein Satz über geometrische Transformationen. Er wurde im Jahr 1953 von Frank S. Beckman und Donald A. Quarles Jr. erstmals publiziert und unabhängig davon von mehreren anderen Autoren bewiesen.
Der Satz besagt, dass eine beliebige Selbstabbildung des n-dimensionalen euklidischen Raumes ({\displaystyle n>1}), die sämtliche Punktpaare mit Abstand 1 in ebensolche überführt, bereits eine Isometrie ist, also sämtliche Abstände unverändert lässt. Dies ist äquivalent zu der Aussage, dass jeder Automorphismus des Einheitsdistanz-Graphen eine Isometrie ist.

## Formale Aussage
Die Aussage des Satzes stimmt auch dann noch, wenn man den Abstand 1 durch einen beliebigen festen Abstand {\displaystyle r>0} ersetzt und mehrdeutige Funktionen zulässt.
Sei {\displaystyle \phi \colon \mathbb {R} ^{n}\to \mathbb {R} ^{n}} für {\displaystyle n>1} eine mehrdeutige Funktion von in sich mit folgender Eigenschaft:
es gibt {\displaystyle r>0}, so dass für alle {\displaystyle x,y\in \mathbb {R} ^{n}} mit {\displaystyle |x-y|=r} auch für alle Bildpaare {\displaystyle |\phi (x)-\phi (y)|=r} gilt.
Dann ist {\displaystyle \phi } eine eindeutige, bijektive Funktion und es gilt für alle {\displaystyle x,y\in \mathbb {R} ^{n}}, dass {\displaystyle |x-y|=|\phi (x)-\phi (y)|}.

## Gegenbeispiele in reellen Räumen
Anhand eines einfachen Gegenbeispiels erkennt man, dass die Voraussetzung {\displaystyle n\neq 1} an die Dimension des Raumes wirklich notwendig ist. Man betrachte dazu die Funktion {\displaystyle f\colon \mathbb {R} ^{1}\to \mathbb {R} ^{1}}, die alle ganzen Zahlen {\displaystyle x} auf {\displaystyle x+1} abbildet und alle anderen Zahlen festhält. Die Abbildung {\displaystyle f} erhält offensichtlich den Abstand 1, aber keine anderen positiven Abstände. Graphentheoretisch gesprochen existiert dieses Gegenbeispiel, da der Einheitsdistanz-Graph von {\displaystyle \mathbb {R} ^{1}} in einzelnen Zusammenhangskomponenten zerfällt, auf denen unterschiedliche Graphen-Automorphismen angewandt werden. In allen Dimensionen {\displaystyle n>1} ist der Einheitsdistanz-Graph hingegen zusammenhängend.

Sieben-Färbung der Ebene mittels Sechseck-Parkettierung.

Die Voraussetzung, dass die Dimensionen von Urbild- und Zielraum der Abbildung übereinstimmen, ist ebenfalls notwendig. Für den Fall, dass der Urbildraum die euklidische Ebene {\displaystyle \mathbb {R} ^{2}} ist und der Zielraum der Raum {\displaystyle \mathbb {R} ^{6}} findet man eine Funktion, die zwar den Abstand 1 festhält, aber keine Isometrie ist. Dazu parkettiert man die Ebene mit Sechsecken von Durchmesser 1. Diese können in sieben verschiedenen Farben eingefärbt werden (siehe Abbildung), was einer 7-Färbung des Einheitsdistanz-Graphen entspricht. Im Zielraum {\displaystyle \mathbb {R} ^{6}} bestimme man ein 6-Simplex mit Kantenlänge 1. Jene Abbildung, die alle Punkten einer Farbklasse jeweils auf einen Punkt des Simplex abbildet, ist offensichtlich eine Abbildung, die den Abstand 1 festhält, aber keine Isometrie ist.
Des Weiteren ist für die Anwendung des Satzes die Endlichkeit der Dimension des Raumes notwendig: Von Beckman und Quarles stammt ein Gegenbeispiel im Hilbertraum der quadratisch summierbaren Folgen {\displaystyle \ell ^{2}}.

## Eine endliche Variante des Satzes von Beckman und Quarles
Für jede algebraische Zahl A kann ein Einheitsdistanz-Graph G gefunden werden, bei dem einige Knotenpaare den Abstand A in allen Einheitsdistanz-Darstellungen von G haben. Damit wird eine endliche Variante des Satzes von Beckman und Quarles impliziert: für je zwei Punkte p und q mit Abstand A existiert ein endlicher starrer Einheitsdistanz-Graph, der p und q beinhaltet und der bei jeder Einheitsdistanz-erhaltenden Transformation der Ebene auch den Abstand zwischen p und q erhält.

## Verallgemeinerungen und weitere Ergebnisse
Betrachtet man Selbstabbildungen auf dem Raum {\displaystyle \mathbb {Q} ^{n}} und unter Verwendung der euklidischen Metrik, so ist die Situation komplizierter als im reellen Raum. Für Dimensionen {\displaystyle n\geq 5} sind alle Selbstabbildungen auf {\displaystyle \mathbb {Q} ^{n}}, die den Einheitsabstand erhalten, Isometrien. In den Dimensionen {\displaystyle n<5} lassen sich Gegenbeispiele finden, da in diesen Räumen der Einheitsdistanz-Graph in einzelne Zusammenhangskomponenten zerfällt. Selbst, wenn man zusätzlich voraussetzt, dass der Abstand {\displaystyle {\sqrt {2}}} erhalten bleibt, ändert sich nichts an der Aussage. Die endliche Variante des Satzes ist für den rationalen Raum nur für bestimmte Spezialfälle bekannt.
Es gibt für verschiedene andere Geometrien Sätze, die dem Satz von Beckman und Quarles entsprechen. June Lester zeigte beispielsweise, dass unter eine Selbstabbildung {\displaystyle \phi \colon \mathbb {R} ^{n}\to \mathbb {R} ^{n}\ (n>2)}, die einen festen Wert einer quadratischen Form erhält, alle Werte der quadratischen Form erhalten bleiben. Von verschiedenen anderen Autoren wurden analoge Sätze für Minkowski-Räume, die Möbius-Ebene, die projektive Ebene und metrische Räume über Körper mit Charakteristik ungleich 0 bewiesen.